# 倉田準五郎
倉田 準五郎（くらた じゅんごろう、1848年7月4日（嘉永元年6月4日）- 1922年（大正11年）8月14日）は、明治時代の政治家。衆議院議員（3期）。旧姓・石井。「順五郎」の表記がある。

## 経歴
備後福山藩領深津郡深津村（広島県深安郡深津村を経て現福山市）で、石井武右衛門の二男として生まれ、水呑村（現:福山市）倉田彦太郎の養子となり家督を継いだ。
1872年（明治5年）沼隈郡水呑村・田尻村の戸長に就任。1878年（明治11年）深津・沼隈・安那郡書記に転じ、1883年（明治16年）まで務めた。その後、東京専門学校に入学し政治経済を学んだのち、1888年（明治21年）郡長試験に合格した。
1890年（明治23年）7月の第1回衆議院議員総選挙では広島県第8区から立憲改進党所属で出馬し当選。つづく第2回、第3回総選挙でも当選し衆議院議員を通算3期務めた。
その後、政界を引退し、備後織物同業組合長、福山義倉図書館長などを務めた。

## 親族
- 長男：倉田敬三（大日本紡績取締役）[4]